# Clarkiella
Clarkiella is een geslacht van zeekomkommers uit de familie Sclerodactylidae.

## Soorten
- Clarkiella deichmannae O'Loughlin, 2009
- Clarkiella discoveryi Heding, 1954